# Ladugårdens distrikt
Ladugården (finska Latokartano) är ett distrikt i Helsingfors stad. Stadsdelar inom distriktet är Viksstranden, Ladugården, Viks forskarpark, Viksbacka, Rönnbacka och Rönninge.